# Ислочь (футбольный клуб)
«И́слочь» (бел. «Іслач») — белорусский футбольный клуб, базирующийся в Минском районе Минской области. Команда выступает в Высшей лиге. Является первым белорусским клубом, завоевавшим бронзовые медали на Кубке регионов УЕФА.

## История

### 2007—2017
Команда «Ислочь» была образована в апреле 2007 года в деревне Новоселье Горанского сельского совета Минского района, а свой первый матч провела 6 июня. Предпосылкой для образования команды послужило желание местной молодёжи участвовать в чемпионате Минского района. Первый состав «Ислочи» был сформирован из учащихся Новосельской школы и Новопольского аграрно-экономического колледжа, а также местной молодёжи. Название «Ислочь» команда получила от одноимённой реки, протекающей на территории Минского района. Всего в 2007 году в чемпионате участвовали 11 команд: «1-я Минская птицефабрика» (Большевик), «Михановичи», «Волма» (Луговая Слобода), «Гастелловское» (Сеница), «Мачулищи», РАПС (Крупица), «Колодищи», «Ислочь», «Заславль», «Колос» (Юзуфово), «ЖКХ Минского района» (Гатово). В дебютном для себя сезоне «Ислочь» заняла 8-е место в чемпионате пристоличного района, сыграв 20 матчей (8 побед, 2 ничьи, 10 поражений). Лучшие бомбардиры команды — Павел Насалевич и Алексей Волков — забили по 11 мячей каждый.
В 2008 году «Ислочь» показывала уже более сыгранный футбол и смогла по итогам сезона занять 4-е место из 13-ти команд. Сыграно 24 матча, из них — 16 побед, 2 ничьих, 6 поражений. Лучший бомбардир — Федосеенко Николай (11 мячей). Руководство Минского района подписало соглашение о сотрудничестве с Сардинией (автономная область Италии). В рамках этого договора в Несвиже состоялся турнир с участием 4-х команд, в том числе команды из Италии. «Ислочь» сыграла два матча с одинаковым счётом 1:1 и в итоге заняла 3-е место, уступив в серии одиннадцатиметровых ударов. Также в 2008 году «Ислочь» участвовала в отборочном турнире Минской лиги футбола (любительская футбольная лига в г. Минск) и смогла добыть путёвку в третий дивизион, проиграв лишь один раз (техническое поражение) и одержав 3 победы.
В 2009 году команда продолжала участвовать в Чемпионате Минского района, но уже под эгидой Ждановичского сельского исполнительного комитета. Домашней ареной «Ислочи» стало футбольное поле в деревне Тарасово, которое было обустроено самими футболистами. По итогам сезона в пристоличном районе «Ислочь» заняла второе место, сыграв 22 матча (16 побед, 2 ничьи, 4 поражения). Лучшим бомбардиром команды вновь стал Федосеенко Николай (25 мячей). «Ислочь», представляющая Минский район, сходу выиграла третий дивизион Минской лиги футбола (20 игр: 14 побед, 5 ничьих, 1 поражение) и кубок Минской лиги футбола.
В апреле 2010 года в Минске состоялся турнир «Кубок Adidas» с участием четырёх команд. Победа в нём послужила толчком для создания коллектива для участия в чемпионате Минской области. Команду возглавил Виталий Жуковский. Таким образом, одна команда выступала в чемпионате Минского района и во втором дивизионе МЛФ. Итоги года: серебряные медали чемпионата района, 4 место второго дивизиона МЛФ и выход в первый. Основная команда выступала в чемпионате Минской области. Итоги сезона: бронзовые медали чемпионата области.
В 2011 году был юридически зарегистрирован футбольный клуб «Ислочь». В чемпионате области «Ислочь» вновь стала второй, также выиграла Кубок области и Региональный Кубок страны, получив право на участие в отборочном раунде Кубка регионов УЕФА в 2012 году.
В 2012 году команда впервые участвовала в чемпионате Беларуси среди команд второй лиги и в дебютном для себя сезоне заняла итоговое третье место, которое позволило выйти в первую лигу. Также в августе 2012 года в Молодечно проходил отборочный раунд 8-го Кубка регионов УЕФА с участием команд из Франции, Словакии, Боснии и Герцеговины. Команда «Ислочь» впервые в истории белорусского футбола смогла занять первое место в группе, победив во всех трёх матчах, и выйти в финальный раунд 8-го Кубка Регионов УЕФА.
В 2013 году «Ислочь» заняла 9-е место среди 16-ти команд в чемпионате Беларуси среди команд первой лиги. В финальном раунде 8-го Кубка Регионов УЕФА, который состоялся в июне 2013 года в регионе Венето Итальянской республики, «Ислочь» сыграла матчи против команд из Испании, Болгарии и России, заняв 3-е место.
В 2014 году клуб занял 7-е место в первой лиге, а также вышел в 1/8 финала Кубка Беларуси 2014/15, где уступил «Граниту» в серии послематчевых пенальти.
В 2015 году «Ислочь» заняла первое место в чемпионате Беларуси среди команд первой лиги, тем самым получив возможность в 2016 году выступать в высшей лиге. За сезон 2015 года команда сыграла 30 матчей в чемпионате, из которых добилась 20 побед, 9 раз сыграла вничью и лишь 1 раз проиграла. В Кубке Беларуси «Ислочь» дошла до стадии 1/8 финала, где уступила «Белшине».
В 2016 году команда Виталия Жуковского дебютировала в элитном дивизионе. По итогам сезона «Ислочь» заняла 7 место (из 16 команд). В июне обыграла «Динамо-Минск» (3:1), в октябре оказалась сильнее «Торпедо-БелАЗ» (3:2) В розыгрыше Кубка Беларуси прошла один раунд и вышла в 1/8 финала, где уступила БАТЭ (2:4). В середине сезона разгорелся скандал, связанный с договорным матчем («Ислочь» 2:4 «Динамо-Брест»). «Ислочь» не изгнали во вторую лигу (Д3), однако за договорной матч команда была лишена 7 очков на старте нового сезона (2017).
С марта 2017 года в структуре клуба было создано обособленное подразделение детско-юношеская спортивная школа «Ислочь». В 2017 году из-за договорного матча клуб стартовал в чемпионате с показателем «-7» очков, и чтобы отыграть его понадобился весь первый круг. В итоге команда набрала 27 очков и заняла 11 место в высшей лиге. В Кубке Беларуси летом 2017 года наконец-то удалось покорить непреодолимую ранее стадию 1/8 финала, одержав две победы над «Белшиной» (4:1) и «Городеей» (2:1), что позволило впервые выйти в 1/4 финала.

### С 2018 года
В марте 2018 года «Ислочь» впервые сыграла в четвертьфинале Кубка Беларуси: в двухматчевом противостоянии команда Виталия Жуковского дважды уступила БАТЭ (1:2; 1:2). По итогам чемпионата клуб занял 10 место, набрав 33 очка. По ходу сезона «волки» одержали сенсационные домашние победы над «Шахтёром» (1:0) и БАТЭ (2:1), а также играли вничью в гостевых встречах с минским «Динамо» (0:0) и БАТЭ (1:1). В новом розыгрыше Кубка страны «Ислочь» обыграла житковичский ЮАС (5:0) и «Гомель» (2:0), и второй год подряд вышла в восьмёрку сильнейших команд турнира. Летом был представлен новый клубный автобус. За 2018 год увеличилось количество групп подготовки и занимающихся детей в ДЮСШ «Ислочь» — к концу года в школе было 325 спортсменов-учащихся!
Перед стартом сезона-2019 главный тренер Виталий Жуковский заявлял в СМИ, что хотел бы приблизиться к рубежу в 50 очков. В чемпионате команда в итоге набрала 47 очков и заняла рекордное для себя 5 место в высшей лиге. Также можно отметить хорошую результативность нападающих: Александр Макась, Момо Янсане и Дмитрий Комаровский на троих забили 29 голов. Вторую половину сезона в команде из Минского района провёл самый титулованный белорусский футболист Александр Глеб.
Весной 2019 года «Ислочь» прошла БАТЭ в четвертьфинале Кубка Беларуси и впервые попала в 1/2 финала, где проиграла солигорскому «Шахтёру» 2:2, 2:4 (д. в.). В новом розыгрыше Кубка «волки» прошли «Ошмяны-БГУФК» (3:1) и «Энергетик-БГУ» (3:2).
В структуре клуба появилась женская команда «Ислочь-РГУОР», которая заняла 4-е место в чемпионате, вышла в финал Кубка страны и участвовала в матче за Суперкубок Беларуси. После завершения сезона было принято решение о прекращении деятельности команды.
В 2019 году филиалы детско-юношеской спортивной школы появились в Озерце, Сенице, Михановичах и Мачулищах. Количество спортсменов-учащихся возросло до 500.
В сезоне-2020 команда из Минского района претендовала на попадание в тройку призёров, однако травмы и болезни игроков помешали это сделать. Команда провела рекордную шестиматчевую победную серию в высшей лиге, во время которой были обыграны «Динамо-Брест» (2:0), «Славия-Мозырь» (4:2), «Витебск» (3:2), «Шахтёр» (4:2), «Белшина» (3:2) и «Динамо-Минск» (2:1). По итогам сезона подопечные Виталия Жуковского заняли 7 место, набрав 45 очков. Лучшими бомбардирами команды в чемпионате стали Александр Макась и Николай Януш, отличившись по 9 раз. В конце 2020 года главный тренер «Ислочи» Виталий Жуковский принял новый вызов, возглавив футбольный клуб БАТЭ.
На весенней стадии Кубка Беларуси команда встречалась с брестским «Динамо». Оба матча завершились вничью (0:0, 0:0). В серии пенальти «волки» уступили путёвку в полуфинал брестским футболистам. А уже на летне-осеннем отрезке были добыты победы в поединках с «Днепром» (2:1) и «Крумкачами» (4:0), благодаря которым «волки» в очередной раз вышли в четвертьфинал Кубка, где сразятся с «Минском».
В конце мая на спортивной базе в Большевике началась укладка современного искусственного поля последнего поколения, которое было впервые протестировано во время первого футбольного турнира «Isloch CUP 35+». Осенью на базе были установлены осветительные мачты освещения, а также проведены строительные работы по периметру поля и в административном здании.
В сентябре «Ислочь» оформила первую в истории трансферную сделку, продав одного из лидеров команды Момо Янсане в футбольный клуб «Блэк Старз» из Мали.
В национальную сборную Беларуси вызывались вратарь Егор Хаткевич и защитник Сергей Карпович, в главную команду Гвинеи — нападающий Момо Янсане, а в состав сборной Кении — полузащитник Мо. Катана. Хаткевич вошёл в историю клуба из Минского района, став первым футболистом, который был вызван в национальную сборную и в ней дебютировал. Случилось это в поединке против сборной Грузии (0:1) .
В начале 2021 года футбольный клуб «Ислочь» объявил о новом главном тренере. На смену Виталию Жуковскому пришёл Артём Радьков, который ранее был помощником в тренерском штабе «Энергетика-БГУ», БАТЭ и молодёжной сборной Беларуси. Также существенно изменилась стратегия клуба: собирался практический новый состав команды, где был сделан упор на привлечение и развитие молодых игроков. Многие из них впервые сыграли в сильнейшем дивизионе Беларуси. В феврале в польскую «Ягеллонию» был продан нигерийский защитник Годфри Биток Стефен. Этот переход стал второй успешной трансферной сделкой в истории клуба.
В высшей лиге-2021 «волки» стартовали с двух побед над «Славией» (1:0) и «Сморгонью» (2:0). Также по ходу чемпионата были обыграны «Спутник» (5:1) и «Витебск» (4:0) — эти победы стали самими крупными для команды в высшем дивизионе. По результатам сезона молодые парни Артёма Радькова претендовали на попадание в шестёрку сильнейших, но из-за свойственной молодой команде нестабильности потеряли очки в заключительных играх. В итоге — 10-е место и 34 балла. Лучшим бомбардиром стал Дмитрий Комаровский (8 голов).
Главным событием 2021 года стал исторический выход клуба из Минского района в финал Кубка Беларуси. В четвертьфинале был пройден «Минск», а в полуфинале обыгран солигорский «Шахтёр». В решающем поединке, который состоялся на центральном стадионе в Гомеле, «волки» встретились с БАТЭ. Футболисты «Ислочи» остановились в шаге от трофея и попадания в еврокубки, уступив с минимальным счётом «жёлто-синим» (1:2).
Новый розыгрыш Кубка Беларуси принёс неудачный результат. На стадии 1/16 финала Кубка Беларуси 2021/22 «Ислочь» встретилась с гомельским «Локомотивом». Основное время завершилось вничью (3:3), а в серии пенальти «волки» уступили «железнодорожникам» (2:4). По ходу сезона в различные сборные вызывались футболисты «Ислочи».
В 2022 году Артём Радьков проводил второй сезон в «Ислочи», который получился более успешным в чемпионате, чем дебютный. В рамках высшей лиги «волки» набрали рекордные 54 балла и заняли 5 место, повторив лучший результат за всю историю. В середине сезона у команды была беспроигрышная серия из шести побед и одного ничейного исхода. В плане результативности «волки» поделили вторую строчку в лиге вместе с БАТЭ, а по надёжности в обороне стали шестыми.
«Ислочь» набрала восемь очков в играх с соперниками, которые оказались в тройке призёров. Также удалось хорошо сыграть с минским «Динамо»: впервые в истории футболисты «Ислочи» одержали победу над «бело-голубыми» на выезде (2:1) и отыграли два мяча в домашней встрече (2:2). В сезоне 2022 случились две крупные победы: в гостях с «Минском» (5:1) и дома против «Торпедо-БелАЗ» (3:0). Лучшим бомбардиром стал Даниэль Созах (10 голов), который также вошёл в топ-4 лучших снайперов чемпионата и попал в символическую сборную «Б».
В июне 2022 года футбольный клуб из Минского района отпраздновал 15-летний юбилей, организовав на клубной базе в Большевике выставочный матч между основной командой и ветеранами клуба.
В розыгрыше Кубка Беларуси 2022/2023 «Ислочь» прошла только стартовую стадию, обыграв футбольный клуб «Крумкачи» (3:0). А в 1/8 финала «волки» проиграли «автозаводцам» из Жодино (0:1) и второй год подряд не пробились в весеннюю часть.
По итогам сезона 2022 рулевой «Ислочи» Артём Радьков был признан лучшим тренером в высшей лиге. Но в декабре контракт со специалистом был расторгнут по соглашению сторон, после чего команду принял начинающий тренер и легенда клуба Дмитрий Комаровский.
В межсезонье команда претерпела существенные изменения: ушли практически все лидеры, обновился тренерский штаб. Но благодаря хорошей работе удалось не только повторить прошлогодний результат, а даже улучшить его. В высшей лиге-2023 «волки» набрали одинаковое количество очков вместе с БАТЭ (у обеих команд по 47). Финишировали выше борисовчан, так как показали лучший результат в личных встречах (ничья 1:1 и победа 2:1). В концовке сезона была семиматчевая беспроигрышная серия, которая оборвалась в последнем туре, поражение в игре с «Минском» не позволило «Ислочи» попасть в призовую тройку.
По итогам сезона «Ислочь» под руководством Дмитрия Комаровского, для которого это был дебютный сезон, заняла рекордное четвёртое место. Что стало лучшим результатом за всю историю выступлений в элитном дивизионе. Также команда стала шестой в лиге по результативности и пятой по надёжной игре в обороне. Лучшим бомбардиром команды стал казахстанский нападающий Денис Митрофанов (9 голов), он вошёл в топ-10 лучших снайперов высшей лиги-2023.
1 апреля 2023 года в домашнем матче против брестского «Динамо» (3:0) полузащитник Владислав Журавлёв стал первым воспитанником в составе «Ислочи», который отличился голом в высшей лиге, тем самым вошёл в историю клуба из Минского района.
Капитан «волков» Илья Калачёв показал стабильную игру в сезоне, проявил лидерские качества и отметился хорошей результативностью (2+4 по системе «гол+пас»). На церемонии «Звёздный мяч» его включили в число 22-х лучших футболистов чемпионата Беларуси. Калачёв стал первым игроком в истории «Ислочи», который оказался в символической сборной «А».
Африканские футболисты «Ислочи», успешно зарекомендовав себя в чемпионате Беларуси, отправились на повышение в «Кривбасс». Даниэль Созах, отыграв полтора года за «волков», присоединился к этой команде в мае, а Принс Аду подписал контракт с клубом из Кривого Рога в октябре.
В розыгрыше Кубка Беларуси 2023/24 «волки» преодолели две стадии: были одержаны победы над витебским «Макслайном» (4:1) в 1/16 финала и дзержинским «Арсеналом» (1:0) в 1/8 финала. Обыграв в 1/2 финала действующего обладателя Кубка жодинское «Торпедо», команда вышла в финал Кубка, однако проиграла «Неману» 0:2. 11 июля 2024 года команда дебютировала на европейской арене — в 1-м квалификационном раунде обыграв на выезде «Ла Фиориту» 1:0.

## Общие сведения

### Клубные цвета
Клубные цвета — серо-синие.
| Серый | Синий |

### Талисман клуба
В своём дебютном матче в высшей лиге «Ислочь» представила своего маскота. Позже, в официальной группе клуба ВКонтакте, было проведено голосование на имя талисмана. Большинством голосов победило имя Вулфи.

## Достижения

### Национальные турниры
Вторая лига
- Бронзовый призёр: 2012

Первая лига
- Победитель: 2015

Кубок Беларуси
- Финалист: 2020/21, 2023/24

### Европейские турниры
Кубок регионов УЕФА
- Бронзовый призёр: 2013[англ.]

## Состав команды
| 1  | Флаг Беларуси | Вр  | Андрей Климович    | 1988 |  |  |  |  |  |
| 28 | Флаг Беларуси | Вр  | Александр Свирский | 1999 |  |  |  |  |  |
|    |               |     |                    |      |  |  |  |  |  |
| 3  | Флаг Беларуси | Защ | Иван Тихомиров     | 2003 |  |  |  |  |  |
| 14 | Флаг Нигерии  | Защ | Даййябу Джавад     | 2006 |  |  |  |  |  |
| 15 | Флаг Беларуси | Защ | Никита Пацко       | 1995 |  |  |  |  |  |
| 17 | Флаг Беларуси | Защ | Кирилл Родионов    | 2000 |  |  |  |  |  |
| 18 | Флаг Беларуси | Защ | Кирилл Гоманов     | 2005 |  |  |  |  |  |
| 20 | Флаг Беларуси | Защ | Олег Веретило      | 1988 |  |  |  |  |  |
| 21 | Флаг Беларуси | Защ | Владислав Журавлёв | 2004 |  |  |  |  |  |
| 25 | Флаг Беларуси | Защ | Андрей Макаренко   | 2002 |  |  |  |  |  |
| 31 | Флаг Беларуси | Защ | Андрей Залеский    | 1991 |  |  |  |  |  |
| 55 | Флаг России   | Защ | Вадим Конюхов      | 2002 |  |  |  |  |  |
| 99 | Флаг Беларуси | Защ | Евгений Юдчиц      | 1996 |  |  |  |  |  |
|    |               |     |                    |      |  |  |  |  |  |
| 2  | Флаг Либерии  | ПЗ  | Давид Тве          | 1998 |  |  |  |  |  |

| 8  | Флаг Беларуси    | ПЗ  | Александр Гуз       | 2004 |  |  |  |  |  |
| 11 | Флаг Казахстана  | ПЗ  | Мирас Кобеев        | 2004 |  |  |  |  |  |
| 22 | Флаг Молдовы     | ПЗ  | Вику Булмага        | 2003 |  |  |  |  |  |
| 30 | Флаг Беларуси    | ПЗ  | Игнат Стаблецкий    | 2007 |  |  |  |  |  |
| 87 | Флаг Беларуси    | ПЗ  | Юрий Кравченко      | 2004 |  |  |  |  |  |
| 88 | Флаг России      | ПЗ  | Никита Кнышев       | 2003 |  |  |  |  |  |
|    |                  |     |                     |      |  |  |  |  |  |
| 7  | Флаг Беларуси    | Нап | Глеб Ровдо          | 2002 |  |  |  |  |  |
| 10 | Флаг Беларуси    | Нап | Владимир Хващинский | 1990 |  |  |  |  |  |
| 13 | Флаг Беларуси    | Нап | Александр Шестюк    | 2002 |  |  |  |  |  |
| 19 | Флаг Нигерии     | Нап | Адеола Олалейе      | 2006 |  |  |  |  |  |
| 23 | Флаг Беларуси    | Нап | Максим Ковалевич    | 2002 |  |  |  |  |  |
| 27 | Флаг Кыргызстана | Нап | Нурдоолот Сталбеков | 2001 |  |  |  |  |  |
| 29 | Флаг Беларуси    | Нап | Иван Ховалко        | 2003 |  |  |  |  |  |